# غرامرسي بيكتشرز
غرامرسي بيكتشرز (بالإنجليزية: Gramercy Pictures)‏ هي شركة أمريكية تقوم بإنتاج وتوزيع الأفلام، تأسست سنة 1992 ويقع مقرها في كاليفورنيا.

## وصلات خارجية
- غرامرسي بيكتشرز على موقع IMDb (الإنجليزية)

- الموقع الرسمي